# Зграда у Ул. Пријездина 5 у Нишу
Зграда у Ул. Пријездина 5 је објекат који се налази у Нишу. Саграђена је током 1936. године и представља непокретно културно добро као споменик културе Србије.

## Опште информације
Ова троспратна палата на углу Пријездине и Облачића Рада, изграђена је 1936. године по пројекту београдског архитекте Григорија Самојлова, за нишког индустријалца Душана Стојановића. У овој згради 1930. године Душан Стојановић је отворио радионичку трикотажу „Нишава“, која је веома добро пословала и 1935. године протоколисана је у индустријско предузеће са 40 машина и 50 радника. Зграда „Нишава“ је једна од првих грађевина моредне архитектуре у Нишу. Ова зграда грађена је без китњасте фасадне декорације и сведена је на грађевину равних линија и ликовне једноставности. Промена ритма и монументалност је постигнута моћним оквирима кружних прозора, у односу на правоугаоне, вертикалношћу степенишног простора и дубоким фугама на фасадном платну. Балкони и прозорски отвори зграде, који се заједно пружају кроз сва три спрата, чине запажен ритмички аранжман, који заједно са угаоно наглашеним делом Пријездине и Облачића Рада, даје згради све одлике такозване „београдске модерне“ или „модернизовани класицизам“.
Уписана је у регистар Завода за заштиту споменика културе Ниш 1983. године.